# 박창기
박창기(朴昌起, 1955년 10월 25일~ )는 대한민국의 기업인이다. 국내 첫 암호화폐 보스코인(BOScoin)을 출시하여 2017년 5월 국내 기업 최초로 세계 투자자 대상으로 ICO를 성공적으로 진행했다. 현재 2018년부터 (주)팍스데이터테크(컬러플랫폼) 대표직을 맡고있다.

## 학력
- 1975년 제물포고등학교 졸업
- 1979년 서울대학교 식물학과 학사 졸업

## 경력
- 1987년 ~ 1991년 : CJ 제일제당 런던오피스 매니저
- 1991년 ~ 1995년 : CJ 제일제당 뉴욕오피스 매니저
- 1999년 ~ 2002년 : 팍스넷[1] 설립, 대표이사
- 2001년 ~ 2004년 : (주)핑거[2] 설립
- 2003년 ~ 2010년 : Praxis 창업, 대표이사
- 2012년 : (주)에카스 설립
- 2013년 ~ 2016년 : 블록체인OS[3] 설립, 의장
- 2017년 ~ : 거번테크 설립, 회장
- 2018년 ~ : 팍스데이터테크 설립(컬러플랫폼), 회장

## 연사 및 발표

### 초청 강연
- 2019 GIST Blockchain Economy 학부특론 특강 강사 역임 (광주과학기술원, 2019. 03)

### 세미나/심포지엄
- '가상화폐와 정책과제' 국회토론회 (국회의원 추경호/한국금융ICT융합학회, 2017.11.22)
- '코인 이코노미 : 비트코인 등 가상화폐와 ICO 현황과 전망  (데브멘토, 2017.8.25)
- IBM Waton for Oncology 도입 1주년 기념 심포지엄 (길병원, 2017.12.5)
- 4차 산업혁명, 새로운 패러다임을 찾아서 (광주시, 2017.11.5)
- 창조경제연구회 ‘정부 4.0과 거버넌스 혁신’ 포럼 열어 (한국경제, 2016.10.25)[깨진 링크(과거 내용 찾기)]

### 컨퍼런스/포럼
- 블록체인·암호화폐 콘퍼런스 2017 (IT조선/2017.12.15)
- 암호화폐와 블록체인 (세종포럼/2017.12.12)

## 인터뷰

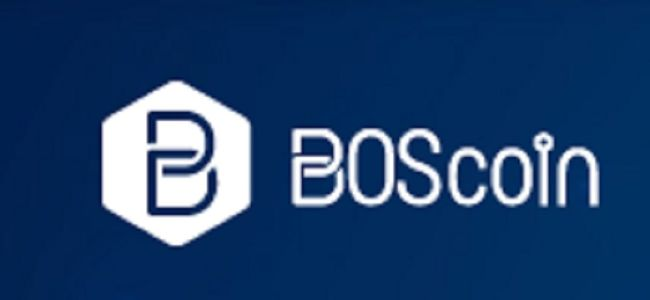
boscoing logo

- 박창기 컬러플랫폼 대표 “이더리움·이오스 한계 뛰어넘겠다” (팍스넷뉴스, 2019.01.30)
- 블록체인 의료기술에도 도입…차세대 의료정보 시스템 개발열기 활활 (전자신문, 2017.12.6)

- 가상화폐, 패러다임 변화인가 신드롬일 뿐인가 (서울경제, 2017.8.25)
- 국내 최초 암호화폐 출시…10일 글로벌 ICO 진행 (아이뉴스24, 2017.5.2)
- “‘보스코인’, 5년내 전세계 5위 암호화폐로 성장할 것” (아이티데일리, 2017.5.4)
- 블록체인OS, 보스코인 글로벌 암호화폐로 진출한다 (IT뉴스, 2017.4.11)
- 보스코인, 블록체인 네트워크 구축 위해 코스모스와 파트너쉽 체결 (OSEN, 2017.5.9)
- "블록체인 기술을 통해 거번테크(govern-tech)의 새로운 시장이 열릴 것입니다." (매일경제, 2016.6.7)

## 저서
- 《혁신하라 한국경제(이권공화국 대한민국의 경제개혁 플랜)》, 창비, 2012
- 《블랙오션(그들은 어떻게 이권의 성벽을 쌓는가)》, 필로소픽, 2013

## 수상 내역
- 디지털타임스 선정 디지털 e리더 50인 (2001년)

## 기타
- 국내에서 증권정보 인터넷기업 (주)팍스넷을 창업하여 벤처기업 1세대 가운데 가장 성공한 기업가 중 한 명이다.[4]
- 미국 투자회사 골드만삭스로부터 500만 달러의 투자를 받으며 성공적으로 사업을 이끈 후 2002년 말 (주)팍스넷을 SK텔레콤(주)에 매각했다.[5]
- 동남아시아 자원개발, 북한 경제를 돕기 위한 풍력 발전 사업을 추진하여 국제적인 경제사업에 참여했다[6].